# Gobernación de Siedlce
La gobernación de Siedlce (en ruso: Седлецкая Губерния, polaco: gubernia siedlecka) era una unidad administrativa (gubernia) del Zarato de Polonia.

## Historia
Fue creada en 1867 tras la división de la gobernación de Lublin. Fue de hecho una recreación de la antigua gobernación de Podlaquia, pero ahora rebautizada como Siedlce. La gobernación de Siedlce fue abolida en 1912 y su territorio fue dividido entre las gobernaciones de Lublin, Łomża y la nueva gobernación de Kholm.

## Lengua
Por el censo imperial de 1897. En negrita se muestran las lenguas habladas por más personas que la lengua estatal.
| Lengua                                     | Número  | Porcentaje (%) | Hombres | Mujeres |
| ------------------------------------------ | ------- | -------------- | ------- | ------- |
| Polaco                                     | 510 621 | 66.13          | 253 571 | 257 050 |
| Yidis                                      | 120 152 | 15.56          | 57 821  | 62 331  |
| Ucraniano                                  | 107 785 | 13.95          | 54 219  | 53 566  |
| Ruso                                       | 19 613  | 2.54           | 14 856  | 4 757   |
| Alemán                                     | 11 645  | 1.5            | 5 911   | 5 734   |
| Otros                                      | 2 286   | 0.29           | 2 067   | 219     |
| Personas que no nombraron su lengua nativa | 44      | >0.01          | 21      | 23      |
| Total                                      | 772 146 | 100            | 388 466 | 383 680 |

## Referencias y notas

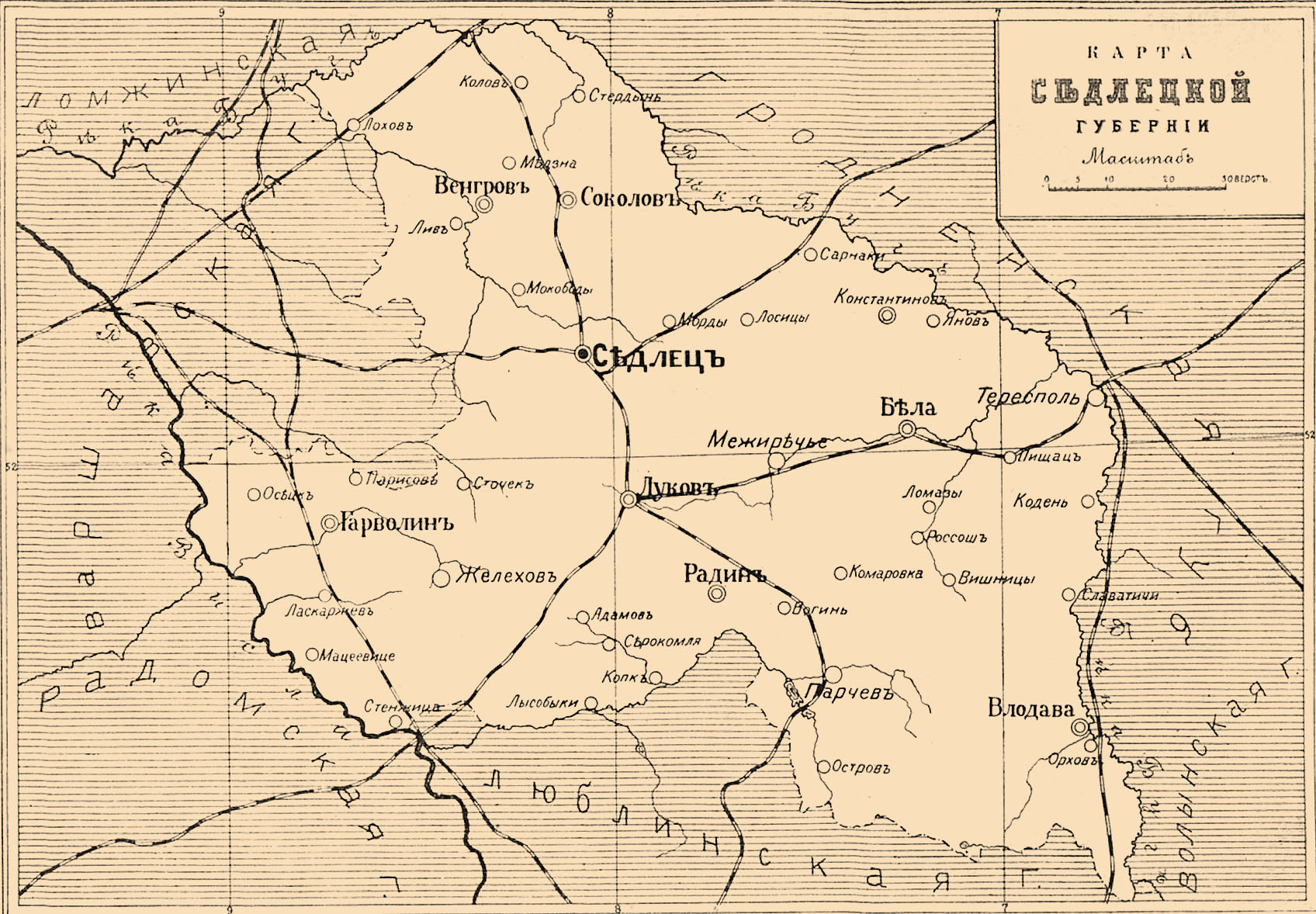
Mapa de la gubernia.